# Vessel of Wrath
Pour plus de détails, voir Fiche technique et Distribution.
Vessel of Wrath est un film britannique réalisé par Erich Pommer, sorti en 1938.

## Fiche technique
- Titre : Vessel of Wrath
- Réalisation : Erich Pommer
- Scénario : Bartlett Cormack d'après la nouvelle éponyme de William Somerset Maugham
- Photographie : Jules Kruger
- Montage : Robert Hamer
- Musique : Richard Addinsell
- Production : Charles Laughton et Erich Pommer
- Pays d'origine : Royaume-Uni
- Format : Noir et blanc - 1,37:1 - Mono
- Genre : drame
- Date de sortie : 1938

## Distribution
- Charles Laughton : Ginger Ted Wilson
- Elsa Lanchester : Martha Jones
- Robert Newton : le contrôleur
- Tyrone Guthrie : Dr. Owen Jones
- Dolly Mollinger : Lia